# جين التمان
جين التمان (بالإنجليزية: Jeanne Altmann)‏ هي عالمة أحياء تطورية أمريكية، ولدت في 1950.